# Chợ Kim Biên
Chợ Kim Biên được thành lập từ những năm 1960, tọa lạc tại phường Chợ Lớn, Thành phố Hồ Chí Minh.
Ban đầu, chợ hoạt động tự phát để trao đổi, mua bán đô la và hàng hóa quân tiếp vụ.
Sau năm 1975, chợ được chuyển đổi sang cho tiểu thương thuê sạp để kinh doanh nhiều mặt hàng, trong đó, nổi tiếng nhất là hóa chất công nghiệp và các mặt hàng về lĩnh lực hóa chất thực phẩm...